# دونگی دیان
دونگی دیان (به صربی: Donji Dejan) یک منطقهٔ مسکونی در صربستان است که در ولاسوتینتسه واقع شده‌است. دونگی دیان ۴۹۷ نفر جمعیت دارد.